# Alpette
Alpette (arpità La Alpete, piemontès J'Alpëtte) és un municipi italià, situat a la ciutat metropolitana de Torí, a la regió del Piemont. L'any 2007 tenia 258 habitants. Està situat a la Vall d'Orco, una de les Valls arpitanes del Piemont. Limita amb els municipis de Canischio, Cuorgnè, Pont-Canavese i Sparone.

## Administració
| Període | Identitat                | Partit        |
| ------- | ------------------------ | ------------- |
| 2006-   | Pietro Graziano Giachino | Llista cívica |